# سنگ‌دژ

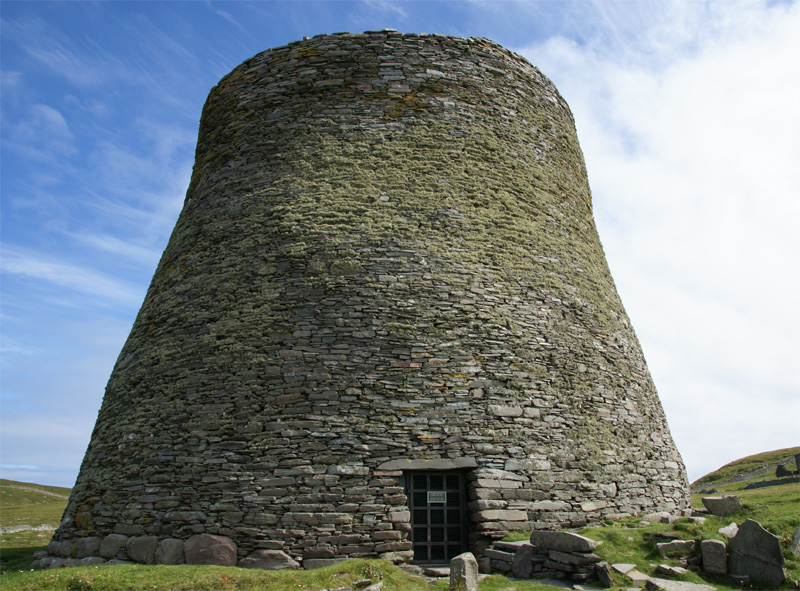
سنگ‌دژ موسا، شتلند، اسکاتلند.

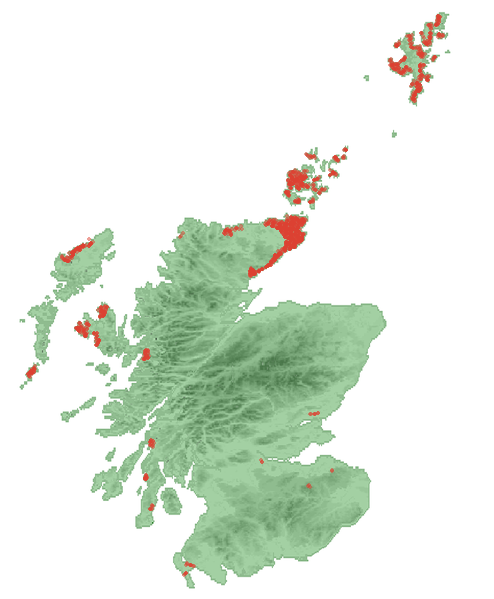
محدوده سنگدژها در اسکاتلند.

سنگ‌دژ یا بروخ (انگلیسی: Broch) گونه‌ای از دژهای برج‌مانند سنگی باستانی، متعلق به عصر آهن، هستند که تنها در اسکاتلند یافت می‌شوند. کارکرد سنگ‌دژها و دلیلی ساخت آن‌ها مشخص نیست و بسیاری از پژوهشگران نظریه کاربرد نظامی این سازه‌ها را نپذیرفته‌اند. این سازه‌ها به شکل دو دیوار مدور هم‌مرکز سنگی ساخته می‌شوند که گاه بیش از ۱۰ متر ارتفاع دارند.
بیشتر سنگ‌دژها را می‌توان در جزایر اورکنی، جزایر شتلند و منطقه کیتنس اسکاتلند دید.